# Лобко, Лев Павлович
 Лев Павлович Лобко  (1779—1829) — генерал-майор, участник Отечественной войны 1812 года.

## Биография
Родился в 1779 году. Происходил из дворян Киевской губернии.
На службу поступил в кавалергардские эскадроны в 1797 году, а по расформировании этих эскадронов был определен юнкером в Мариупольский гусарский полк. В 1802 году он был произведен в корнеты, в 1803 году перевёлся в Одесский гусарский полк, переименованный в том же году в уланский цесаревича Константина Павловича полк; в том же году он был произведён в поручики, в 1804 году назначен казначеем, в 1807 году произведен в штабс-ротмистры, в 1809 — в ротмистры и тогда же переведен в лейб-гвардии драгунский полк с переименованием в капитаны. В 1810 году Лобко был произведен в подполковники с переводом в Казанский драгунский полк; в 1814 году он вступил в командование этим полком, в 1815 году назначен был командиром его, в 1816 году произведён в полковники, а в 1826 году — в генерал-майоры с назначением командиром 1-й бригады 1-й конно-егерской дивизии.
Лобко находился в следующих делах и походах: в 1807 году при Гутштате, Гейльсберге, при изгнании неприятеля из Фридланда и в сражении при этом городе; в 1813 году при занятии предместий Лангфура и Оры, за что был награждён орденом святого Владимира 4-й степени; затем он находился в траншейной службе во время осады Данцига и при покорении этой крепости; с 1814 по 1815 год Лобко был в составе авангарда на австрийской границе и в походе во Францию до города Вертю и обратно в Россию. В 1828 году Лобко участвовал в сражении под Шумлой.
Скончался Лобко в 1829 году в городе Журже от холеры.

## Награды
За отличную службу Лобко получил Высочайшие благоволения, награждён был орденом святого Георгия 4-й степени и пожалован 3000 десятин земли в Новоузенском уезде.